# Avèze (Gard)
Pour les articles homonymes, voir Avèze.
Avèze est une commune française située dans l'ouest du département du Gard, en région Occitanie.
Exposée à un climat méditerranéen, elle est drainée par l'Arre, le Coudoulous, la Glèpe et par un autre cours d'eau. Incluse dans les Cévennes, la commune possède un patrimoine naturel remarquable composé de deux zones naturelles d'intérêt écologique, faunistique et floristique.
Avèze est une commune rurale qui compte 1 059 habitants en 2022. Elle est dans l'agglomération de Vigan et fait partie de l'aire d'attraction du Vigan. Ses habitants sont appelés les Avezols ou  Avezoles.

## Géographie
| Bréau-Mars         | Aulas    | Le Vigan |
| Molières-Cavaillac | Avèze    | Le Vigan |
|                    | Pommiers | Le Vigan |

### Localisation
Avèze se situe entre le causse de Blandas et le massif granitique de l'Aigoual, à 2 km du Vigan.

### Hydrographie et relief
La commune se trouve au confluent de la Glèpe, du Coudoulous et de l'Arre.

### Voies de communication et transports
Les routes départementales 48, 48A, 110, 170 et 999 parcourent le territoire communal. Celui-ci est également traversé par le Sentier de grande randonnée 6 (GR 6) qui constitue localement une variante du chemin de Saint-Guilhem-le-Désert.

### Climat
Pour des articles plus généraux, voir Climat de l'Occitanie et Climat du Gard.
En 2010, le climat de la commune est de type climat méditerranéen franc, selon une étude s'appuyant sur une série de données couvrant la période 1971-2000. En 2020, Météo-France publie une typologie des climats de la France métropolitaine dans laquelle la commune est dans une zone de transition entre le climat de montagne et le climat méditerranéen et est dans une zone de transition entre les régions climatiques « Provence, Languedoc-Roussillon » et « Sud-est du Massif Central ».
Pour la période 1971-2000, la température annuelle moyenne est de 13,2 °C, avec une amplitude thermique annuelle de 16,5 °C. Le cumul annuel moyen de précipitations est de 1 303 mm, avec 8,5 jours de précipitations en janvier et 3,7 jours en juillet. Pour la période 1991-2020, la température moyenne annuelle observée sur la station météorologique la plus proche, située sur la commune du Vigan à 2 km à vol d'oiseau, est de 13,7 °C et le cumul annuel moyen de précipitations est de 1 494,8 mm,. Pour l'avenir, les paramètres climatiques de la commune estimés pour 2050 selon différents scénarios d'émission de gaz à effet de serre sont consultables sur un site dédié publié par Météo-France en novembre 2022.

### Milieux naturels et biodiversité

#### Espaces protégés
La protection réglementaire est le mode d’intervention le plus fort pour préserver des espaces naturels remarquables et leur biodiversité associée,.
Dans ce cadre, la commune fait partie de l'aire d'adhésion du Parc national des Cévennes. Ce  parc national, créé en 1967, est un territoire de moyenne montagne formé de cinq entités géographiques : le massif de l'Aigoual, le causse Méjean avec les gorges du Tarn et de la Jonte, le mont Lozère, les vallées cévenoles ainsi que le piémont cévenol.
La commune fait partie de la zone de transition des Cévennes, un territoire d'une superficie de 116 032 ha reconnu réserve de biosphère par l'UNESCO en 1985 pour la mosaïque de milieux naturels qui la composent et qui abritent une biodiversité exceptionnelle, avec 2 400 espèces animales, 2 300 espèces de plantes à fleurs et de fougères, auxquelles s’ajoutent d’innombrables mousses, lichens, champignons,.

#### Zones naturelles d'intérêt écologique, faunistique et floristique

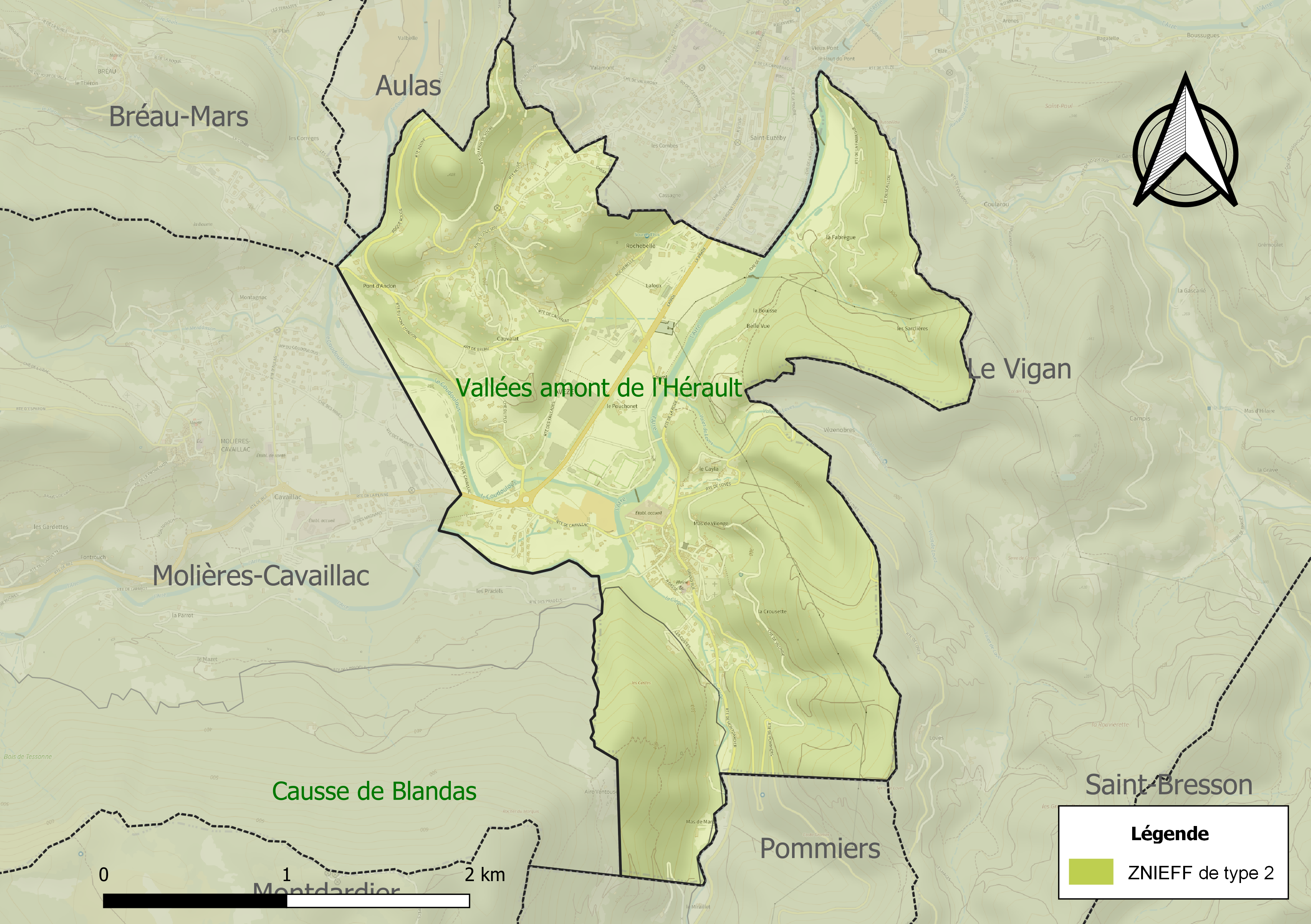
Carte des ZNIEFF de type 2 localisées sur la commune.

L’inventaire des zones naturelles d'intérêt écologique, faunistique et floristique (ZNIEFF) a pour objectif de réaliser une couverture des zones les plus intéressantes sur le plan écologique, essentiellement dans la perspective d’améliorer la connaissance du patrimoine naturel national et de fournir aux différents décideurs un outil d’aide à la prise en compte de l’environnement dans l’aménagement du territoire.
Deux ZNIEFF de type 2 sont recensées sur la commune :
- le « causse de Blandas » (9 113 ha), couvrant 12 communes dont 11 dans le Gard et 1 dans l'Hérault[13] ;
- les « vallées amont de l'Hérault » (21 533 ha), couvrant 23 communes dont 22 dans le Gard et 1 dans l'Hérault[14].

## Urbanisme

### Typologie
Au 1er janvier 2024, Avèze est catégorisée bourg rural, selon la nouvelle grille communale de densité à sept niveaux définie par l'Insee en 2022.
Elle appartient à l'unité urbaine du Vigan, une agglomération intra-départementale regroupant six  communes, dont elle est une commune de la banlieue,,. Par ailleurs la commune fait partie de l'aire d'attraction du Vigan, dont elle est une commune du pôle principal,. Cette aire, qui regroupe 20 communes, est catégorisée dans les aires de moins de 50 000 habitants,.

### Occupation des sols
L'occupation des sols de la commune, telle qu'elle ressort de la base de données européenne d’occupation biophysique des sols Corine Land Cover (CLC), est marquée par l'importance des forêts et milieux semi-naturels (42,8 % en 2018), une proportion sensiblement équivalente à celle de 1990 (43,2 %). La répartition détaillée en 2018 est la suivante : 
forêts (42,8 %), zones urbanisées (28,6 %), zones agricoles hétérogènes (28,6 %). L'évolution de l’occupation des sols de la commune et de ses infrastructures peut être observée sur les différentes représentations cartographiques du territoire : la carte de Cassini (XVIIIe siècle), la carte d'état-major (1820-1866) et les cartes ou photos aériennes de l'IGN pour la période actuelle (1950 à aujourd'hui).

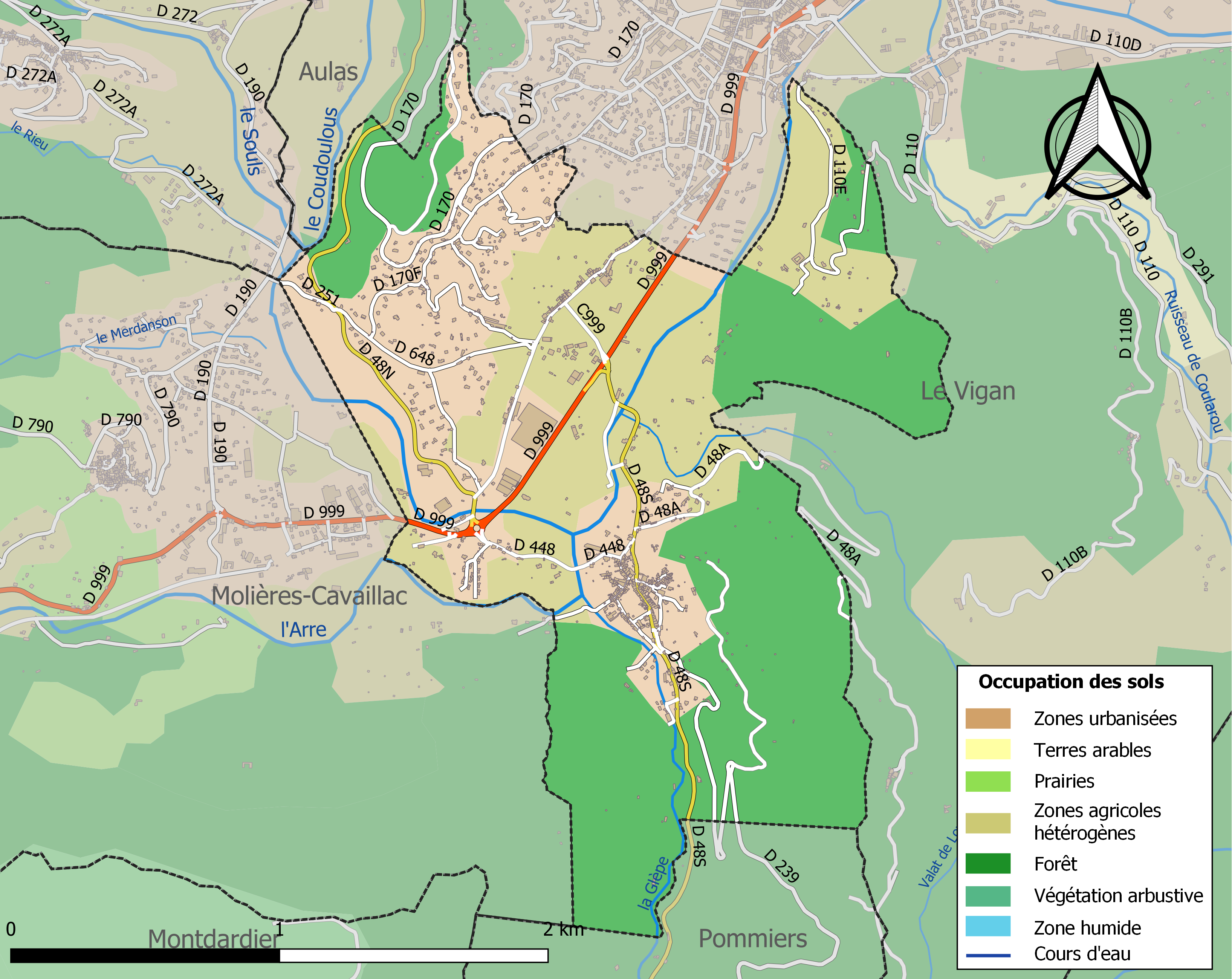
Carte des infrastructures et de l'occupation des sols de la commune en 2018 (CLC).

### Risques majeurs
Le territoire de la commune d'Avèze est vulnérable à différents aléas naturels : météorologiques (tempête, orage, neige, grand froid, canicule ou sécheresse), inondations, feux de forêts, mouvements de terrains et séisme (sismicité faible). Il est également exposé à un risque technologique,  le transport de matières dangereuses, et à un risque particulier : le risque de radon. Un site publié par le BRGM permet d'évaluer simplement et rapidement les risques d'un bien localisé soit par son adresse soit par le numéro de sa parcelle.

#### Risques naturels
Certaines parties du territoire communal sont susceptibles d’être affectées par le risque d’inondation par débordement de cours d'eau et par une crue torrentielle ou à montée rapide de cours d'eau, notamment l'Arre et le Coudoulous. La commune a été reconnue en état de catastrophe naturelle au titre des dommages causés par les inondations et coulées de boue survenues en 1982, 1992, 1994, 1996, 2002, 2003, 2011, 2014 et 2020,.

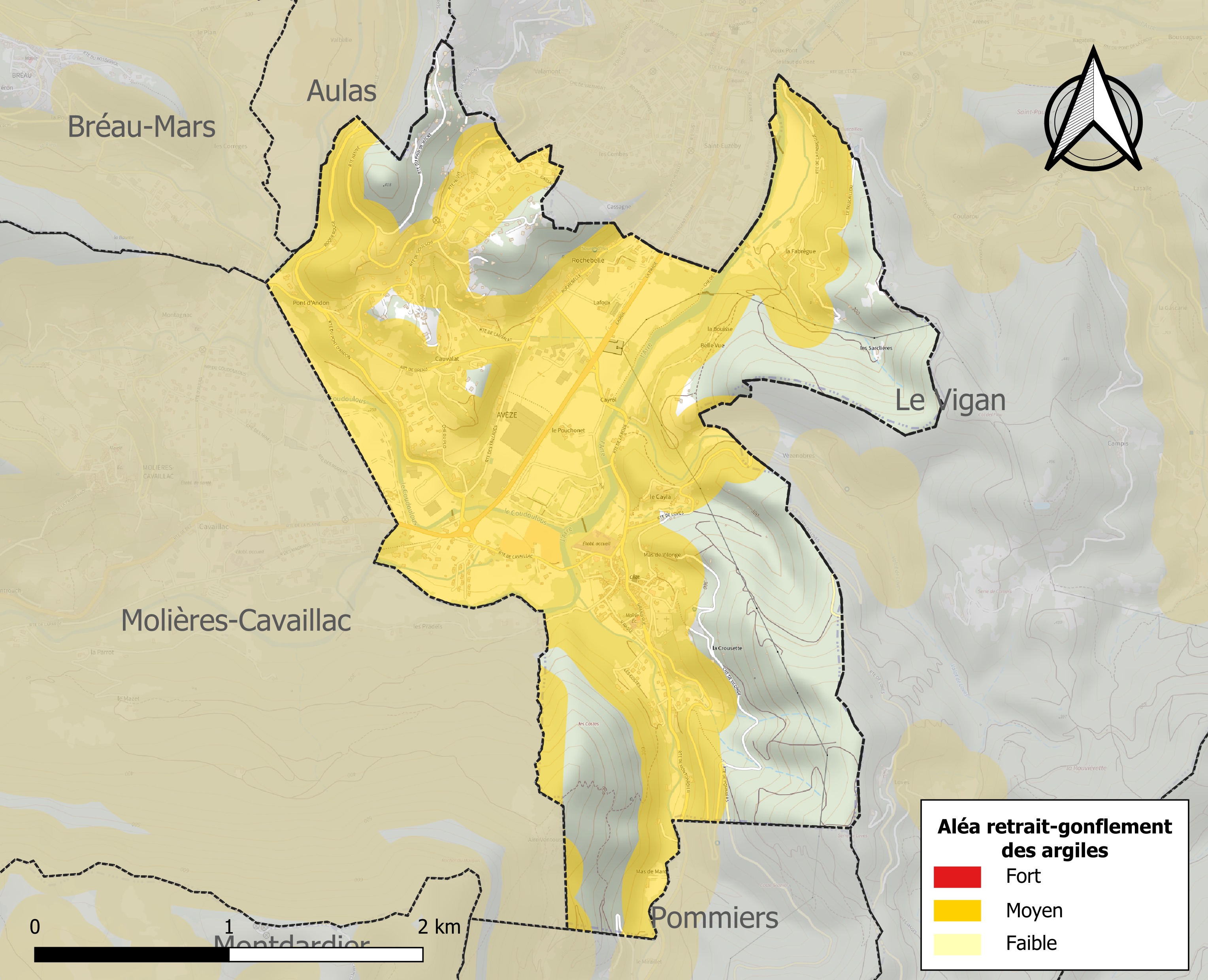
Carte des zones d'aléa retrait-gonflement des sols argileux d'Avèze.

La commune est vulnérable au risque de mouvements de terrains constitué principalement du retrait-gonflement des sols argileux. Cet aléa est susceptible d'engendrer des dommages importants aux bâtiments en cas d’alternance de périodes de sécheresse et de pluie. 66,4 % de la superficie communale est en aléa moyen ou fort (67,5 % au niveau départemental et 48,5 % au niveau national). Sur les 495 bâtiments dénombrés sur la commune en 2019, 442 sont en aléa moyen ou fort, soit 89 %, à comparer aux 90 % au niveau départemental et 54 % au niveau national. Une cartographie de l'exposition du territoire national au retrait gonflement des sols argileux est disponible sur le site du BRGM,.
Par ailleurs, afin de mieux appréhender le risque d’affaissement de terrain, l'inventaire national des cavités souterraines permet de localiser celles situées sur la commune.

#### Risques technologiques
Le risque de transport de matières dangereuses sur la commune est lié à sa traversée par des infrastructures routières ou ferroviaires importantes ou la présence d'une canalisation de transport d'hydrocarbures. Un accident se produisant sur de telles infrastructures est en effet susceptible d’avoir des effets graves au bâti ou aux personnes jusqu’à 350 m, selon la nature du matériau transporté. Des dispositions d’urbanisme peuvent être préconisées en conséquence.

#### Risque particulier
Dans plusieurs parties du territoire national, le radon, accumulé dans certains logements ou autres locaux, peut constituer une source significative d’exposition de la population aux rayonnements ionisants. Certaines communes du département sont concernées par le risque radon à un niveau plus ou moins élevé. Selon la classification de 2018, la commune d'Avèze est classée en zone 3, à savoir zone à potentiel radon significatif.

## Toponymie
En 1156, il est fait mention de Aveda. En 1384, on parle de Beata-Maria de Avesia.

## Histoire

### Moyen Âge
Ancienne possession des bénédictins d'Aniane dès le VIIIe siècle, le village était une étape sur la route du causse. En 1258, le roi de France y fonde un prieuré.

### Époque moderne
En 1561, Claude de Vabres, seigneur d'Avèze introduit la Réforme à Avèze. En 1620, les villageois soutiennent massivement les troupes du duc de Rohan lors de sa révolte.
De 1630 à 1633, le village se retranche pour faire face à la peste qui sévit dans le Midi.
En 1703, une troupe de camisards tente d'incendier l'église mais ils sont repoussés par les habitants.
Le bourg prospère au XVIIIe siècle où de nombreuses demeures bourgeoises aux façades sobres et aux intérieurs raffinés sont bâties.

### Époque contemporaine
Le village est très prospère du fait de l'industrie textile, de l'agriculture. On y trouve également une carrière de pierres lithographiques.
Dans le hameau du Verdier est exploitée la source homonyme dont l'eau est commercialisée.
Le 1er juin 1843 sont inaugurés les thermes de Cauvalat qui attirent de nombreux curistes de la région pour la qualité de ses eaux sulfureuses. Cependant, les thermes ferment en 1900. À partir de 1915, ils sont transformés en hôpital militaire belge. Des soldats belges victimes d'asphyxie à l'ypérite ou atteints de tuberculose y vinrent en convalescence. 33 soldats belges sont inhumés dans le carré militaire belge du cimetière communal d'Avèze. Certains se sont installés dans le village et les alentours.

## Politique et administration

### Liste des maires
1904-1908 : Samuel Finiels
1908-1912 : Félicien Layeul
1912-1919 : Alfred Lieure
1919-1935 : Edouard de Cazalet
1935 : Henri Ribard
1935-1940 : Jérémie Philip
1941-1945 : Edouard de Cazalet
1945-1947 : Paul Guérin

1947-1958 : Jean Degeselle
| Période                                  | Période   | Identité           | Étiquette | Qualité |
| ---------------------------------------- | --------- | ------------------ | --------- | ------- |
| 1958                                     | 1978      | Edouard de Cazalet |           |         |
| 1984                                     | 1996      | Emile Bertrand     |           |         |
| mars 2001                                | mars 2008 | Bernard Poujol     | DVG       |         |
| mars 2008                                | mars 2014 | Jacques Panafieu   |           |         |
| mars 2014                                | 2020      | Hubert Barbado     | DVG       | Cadre   |
| 2020                                     | En cours  | Martine Volle-Wild |           |         |
| Les données manquantes sont à compléter. |           |                    |           |         |

## Population et société

### Démographie
L'évolution du nombre d'habitants est connue à travers les recensements de la population effectués dans la commune depuis 1793. Pour les communes de moins de 10 000 habitants, une enquête de recensement portant sur toute la population est réalisée tous les cinq ans, les populations de référence des années intermédiaires étant quant à elles estimées par interpolation ou extrapolation. Pour la commune, le premier recensement exhaustif entrant dans le cadre du nouveau dispositif a été réalisé en 2006.

En 2022, la commune comptait 1 059 habitants, en évolution de −0,75 % par rapport à 2016 (Gard : +2,97 %, France hors Mayotte : +2,11 %).
| 1793 | 1800 | 1806 | 1821 | 1831  | 1836  | 1841  | 1846  | 1851  |
| ---- | ---- | ---- | ---- | ----- | ----- | ----- | ----- | ----- |
| 742  | 725  | 874  | 964  | 1 322 | 1 493 | 1 485 | 1 560 | 1 460 |

| 1856  | 1861  | 1866  | 1872  | 1876  | 1881  | 1886  | 1891  | 1896  |
| ----- | ----- | ----- | ----- | ----- | ----- | ----- | ----- | ----- |
| 1 261 | 1 296 | 1 193 | 1 208 | 1 305 | 1 222 | 1 153 | 1 138 | 1 149 |

| 1901  | 1906  | 1911  | 1921 | 1926 | 1931  | 1936 | 1946 | 1954 |
| ----- | ----- | ----- | ---- | ---- | ----- | ---- | ---- | ---- |
| 1 088 | 1 039 | 1 128 | 950  | 961  | 1 029 | 922  | 827  | 791  |

| 1962 | 1968 | 1975 | 1982 | 1990 | 1999  | 2006  | 2011  | 2016  |
| ---- | ---- | ---- | ---- | ---- | ----- | ----- | ----- | ----- |
| 804  | 884  | 879  | 983  | 965  | 1 013 | 1 083 | 1 070 | 1 067 |

| 2021  | 2022  | - | - | - | - | - | - | - |
| ----- | ----- | - | - | - | - | - | - | - |
| 1 063 | 1 059 | - | - | - | - | - | - | - |

### Enseignement
École maternelle et élémentaire communale.

### Sports
La commune d'Avèze possède un stade polyvalent.

## Économie

### Revenus
En 2018  (données Insee publiées en septembre 2021), la commune compte 497 ménages fiscaux, regroupant 1 036 personnes. La médiane du revenu disponible par unité de consommation est de 18 740 € (20 020 € dans le département).

### Emploi
|                | 2008   | 2013  | 2018   |
| -------------- | ------ | ----- | ------ |
| Commune        | 11 %   | 9,8 % | 10,7 % |
| Département    | 10,6 % | 12 %  | 12 %   |
| France entière | 8,3 %  | 10 %  | 10 %   |

En 2018, la population âgée de 15 à 64 ans s'élève à 640 personnes, parmi lesquelles on compte 72,8 % d'actifs (62,1 % ayant un emploi et 10,7 % de chômeurs) et 27,2 % d'inactifs,. En  2018, le taux de chômage communal (au sens du recensement) des 15-64 ans est inférieur à celui du département, mais supérieur à celui de la France, alors qu'en 2008 il était supérieur à celui du département.
La commune fait partie du pôle principal de l'aire d'attraction du Vigan,. Elle compte 286 emplois en 2018, contre 304 en 2013 et 323 en 2008. Le nombre d'actifs ayant un emploi résidant dans la commune est de 402, soit un indicateur de concentration d'emploi de 71,2 % et un taux d'activité parmi les 15 ans ou plus de 51,2 %.
Sur ces 402 actifs de 15 ans ou plus ayant un emploi, 117 travaillent dans la commune, soit 29 % des habitants. Pour se rendre au travail, 80,5 % des habitants utilisent un véhicule personnel ou de fonction à quatre roues, 6,6 % les transports en commun, 7,6 % s'y rendent en deux-roues, à vélo ou à pied et 5,3 % n'ont pas besoin de transport (travail au domicile).

### Activités hors agriculture

#### Secteurs d'activités
80 établissements sont implantés  à Avèze au 31 décembre 2019. Le tableau ci-dessous en détaille le nombre par secteur d'activité et compare les ratios avec ceux du département,.
| Secteur d'activité                                                                                        | Commune | Commune | Département |
| Secteur d'activité                                                                                        | Nombre  | %       | %           |
| --- | ------- | ------- | ----------- |
| Ensemble                                                                                                  | 80      | 100 %   | (100 %)     |
| Industrie manufacturière, industries extractives et autres                                                | 15      | 18,8 %  | (7,9 %)     |
| Construction                                                                                              | 16      | 20 %    | (15,5 %)    |
| Commerce de gros et de détail, transports, hébergement et restauration                                    | 24      | 30 %    | (30 %)      |
| Information et communication                                                                              | 1       | 1,3 %   | (2,2 %)     |
| Activités financières et d'assurance                                                                      | 3       | 3,8 %   | (3 %)       |
| Activités immobilières                                                                                    | 1       | 1,3 %   | (4,1 %)     |
| Activités spécialisées, scientifiques et techniques et activités de services administratifs et de soutien | 12      | 15 %    | (14,9 %)    |
| Administration publique, enseignement, santé humaine et action sociale                                    | 3       | 3,8 %   | (13,5 %)    |
| Autres activités de services                                                                              | 5       | 6,3 %   | (8,8 %)     |

Le secteur du commerce de gros et de détail, des transports, de l'hébergement et de la restauration est prépondérant sur la commune puisqu'il représente 30 % du nombre total d'établissements de la commune (24 sur les 80 entreprises implantées  à Avèze), contre 30 % au niveau départemental.

#### Entreprises et commerces
Les cinq entreprises ayant leur siège social sur le territoire communal qui génèrent le plus de chiffre d'affaires en 2020 sont : 
- Gernic, supermarchés (10 789 k€) ;
- Imprimerie Clement, autre imprimerie (labeur) (2 712 k€) ;
- Societe D'exploitation Des Etablissements Alain Manjarres, entretien et réparation d'autres véhicules automobiles (1 068 k€) ;
- Scol Art'rex, commerce de gros (commerce interentreprises) d'autres biens domestiques (406 k€) ;
- VAD Architecture, activités d'architecture (109 k€).

### Agriculture
|               | 1988 | 2000 | 2010 | 2020 |
| ------------- | ---- | ---- | ---- | ---- |
| Exploitations | 18   | 4    | 6    | 3    |
| SAU (ha)      | 39   | 12   | 7    | 7    |

La commune est dans les Cévennes, une petite région agricole occupant l'ouest du département du Gard. En 2020, l'orientation technico-économique de l'agriculture  sur la commune est la polyculture et/ou le polyélevage. Trois exploitations agricoles ayant leur siège dans la commune sont dénombrées lors du recensement agricole de 2020 (18 en 1988). La superficie agricole utilisée est de 7 ha,,.

## Culture locale et patrimoine

### Poètes
Pour les amoureux de la langue d'oc Aveze est avant tout la patrie du poète cévenol Laurent Cabanis, du XVIIIe siècle.
Ce poète était excellent et très prolifique, ce qui explique que son œuvre n'ait pas été rééditée en totalité d'autant plus qu'elle est écrite dans une orthographe très localiste qui complique la lecture pour certains.
Son poème le plus célèbre est "Lo Tempèsto", véritablement impressionnant !
En voici un gros extrait :
Obès-ti jomai bist per-dessus bostro tèsto
S’espondi lou montèl de lo negro tempèsto ?
Los nius embé los nius, l’uno l’autro detras,
Sèmbloun paisse din l’èr coumo un grand troupelas ;
L’escurisino nai jous lou soumbre ocotache,
Lou jour s’estobonis, lou cièl perd soun visache ;
Lou sòu deben escu : pu negro qu’un cremal,
Lo nuech renho pertout, en omount, en obal,
E lou grond montelas que so pato desplego
Ocato lo clortat jous soun vouelo de pego.
Ofrouso escurisino, alo de croupotas
Que courduro lou jour coumo dinc un petas.
Del found de so coverno, Eolo oubris lo trapo
Ò los boulzes des vents, e d’oquelo soupapo
S’escapo embé furìo e coumo s’èro bau
Lou terrible ventas que s’apèlo mistrau.
Soun soufle estripo e tuo los nius omouncelados.
Coumo om bei sus lo mar los terriblos oundados
Qu’àu tantò lur escumo ò lo cimo de l’èr
E tantò bàu leca lous pèses de l’onfèr,
Om diriè lou troupèl d’innoumbrablos cabalos
Que si càbroun din l’èr en ausiguent los balos !
Lou tounerro ò soun tour aribo ol grand galop
En trainent oprès el so borrasso de fioc,
Barro de Lucifèr, ordent e biel bitume
Qu’ò grands cops de mortèl e dessus soun enclume
Lou diu de lo tempesto, envirounat d’eclèrs,
Embrando e fo rougi din lou found des onfèrs.
Alors porès en aut lo fourmidablo foudro,
Rivalo de lo flamo, oluqueto de poudro ;
Lo foudro, oquel frocas, lo foudro, oquel subroun,
Grando caisso del cièl, soun terrible broun-broun
Que bo dedin los nius posseja so borrasso,
Coumo uno ser[p] de fioc que couris din l’espaço ;
Zigo-zago que semblo ò dous brasses coupacs
Que bàu trauca lou cièl de toutes lous coustacs...
Om creiriè beire en l’èr uno Parco jalouso,
Presto ò coupa lou fiu que penjo ò so filouso.
E chacun, ò l’ospet del terrible frocas,
Jogo de l’escorpin per si metre ol soulas !
L’un couris descaussat embé so bato duro,
L’autre crido Arre ! Arre ! ò l’ase so mounturo ;
Lou labourur, del jou destaco sous dous biòus,
Estremo sous chobals, sos bacos e sous miòus ;
Lou pastre soun troupèl, l’onhèl embé lo fedo,
Lou bonèl, lo bonèlo e lou bestit de sedo.
Lo clouco escocolasso, oclato sous monics,
Lo mestresso del bouc bielo oprès lous cobrics
E moussu lou curat rebausso so soutano
Per fa brounzi din l’èr lou glas de so compano ;
E chacun, per gonha soun mas ou soun oustau,
Couris coumo un troupèl que couris ò lo sau.
Mè, ol mème moument, lo terriblo mesclado
De los nius e des vents, de lo barro inflamado,
Fo croca lo tempesto, e de soun grand bentras
Debalo sus lo terro un ourrible plejas !
Lou sère o lous ounous de l’ofrouso tempèsto,
Los cancos, lous ferracs debàloun sus so tèsto,
E del serre ò los nius, e de los nius obal,
Lou Diu de lo tempèsto o dressat soun cremal.
Lo troumbo geto ol luen so bavo e soun escumo,
S’omouncèlo, grondis, sus elo reboulumo ;
E pièi, coumo uno ser[p] coupado en dous moucèls,
Copo en dous so muralho e buojo sous tinèls.
Tout cedo jous l’efort de l’ourriblo coscado...
Lo mountagno, sus-cop, n’es qu’uno embousenado,
Lo troumbo entraino tout, lou sopin, lou blocas,
Lou roube ount o nisat milo ans lou croupatas,
E lous soucs eternèls de los bielhos tolhados,
Los matos que lou vent fo beire escortolhados,
Lou costonhié grefat, lou costonhié bouscò,
E lou qu’es daufinen, e lou qu’es porodò ;
Lo figuièiro que ben de lo terro afriquenco,
E l’aubre de la pès, l’inmourtèl oulibié,
E l’aubre des coumbacs, lou superbe laurié.
L’aigo, qu’o relontit uno espesso sauclièiro,
Escalo sus lous grels.. e d’oquelo poissièiro
S’elanço furiouso.. espouventablo.. e pièi,
Baujo, din so furou, coumo un demoun ebrièi,
Los norinos en fioc, porelho ò lo bocanto
Que met en milo flocs lo liro que l’encanto,
Coumo un roc destocat l’aigo sauto e boundis,
Trempasso lous volouns, trempasso lous comis,
Trempasso lous balacs, trempasso los muralhos
E pièi, coumo uno truejo, enfounso sos nosalhos
Din lous comps desoulacs, bousigo lous nobecs,
Bousigo lous leguns, bousigo lous caulecs,
Bousigo lous boncals, bousigo lo mojouflo,
Bousigo lous melouns, jous elo tout s’escouflo !
Quand l’aigo embé so bavo o tustat jusco en bas,
Alor, coumo uno mar, porès lou grand plejas,
Montelas de Neptuno, umidasso soutano
Que fo, jous soun nibèl, disporètre lo plano.
Reünics, counfounducs dinc un soul reboulun,
Lous tourrents, lous goutaus, tout ocò ni fo qu’un ;
Pièi l’aigo, pau ò pau, bei boissa soun esquino
E lo mar, ò lo fi, l’engloutis din so tino !
Lou deluge portit, lou sòu, lou lendeman,
Semblo qu’es estripat per l’ounglo de Sotan ;
On diriè, sus toun sé, bèlo plano, pecaire,
Que lou Diu de l’onfèr o possat soun oraire !

### Lieux et monuments

#### Édifices civils
- Château de Montcalm dont les fondations datent du XIIIe siècle. Il est acheté par la Société marseillaise de crédit avant la Seconde Guerre mondiale. Inscrit à l'inventaire des Monuments historiques depuis 1942.
- Château Teissier dit Lou Castelet. Édifié en 1891 par Edmond de Joly. Dans les années 1960, il est acheté par la Société Marseillaise de Crédit puis transformé en 1985 en Centre d'Aide par le Travail pour des adultes handicapés.
- Château et domaine de la Fabrègue. Propriété de la famille de la Fabrègue au XIXe siècle, il appartient ensuite à la famille Laporte. Au XVIIIe siècle, ses abords abritaient des assemblées clandestines protestantes. Il appartient aujourd'hui à la famille de Saporta.
- Château et domaine de la Bouysse. Appartenant à la famille de Cazalet.
- Vieux pont sur l'Arre bâti en 1715. Inscrit à l'inventaire des Monuments historiques depuis 1942.
- Ancien établissement thermal de Cauvalat, ayant servi d'hôpital militaire belge de 1915 à 1918. Il est à présent aménagé en appartements.
- Cimetière belge où reposent les soldats décédés à Cauvalat.
- Usine de bonneterie Carabasse : usine de bonneterie créée en 1925 par Fernand Carabasse[33].
- Centrale hydroélectrique de la Vallée de l'Arre : mini centrale réalisée en 1926 pour alimenter en particulier l'usine de bonneterie Carabasse[34].
- Filature de soie Pelon : filature de soie établie en 1822 par Jean Pelon[35].
- Filature de soie Bastide du XIXe siècle[36].
- Filature de soie et usine de préparation de produit minéral (fabrique de pierres lithographiques) Astruc : filature de soie de Sylvestre Astruc, fin du XIXe siècle, début XXe siècle[37].
- Moulin, usine de préparation de produit minéral, usine de produits chimiques, usine de papiers peints (usine de fabrication de pierre lithographique) de Montcalm, puis Kammerer du XIXe siècle[38].

#### Édifices religieux
- Église Notre-Dame-d'Avèze. Ruinée en 1561, reconstruite de 1687 à 1694. L'église endommagée par les affres des troupes camisardes, de la révolution, elle est entièrement reconstruite en 1861.
- Temple de l’Église Protestante Unie de France. Édifié sous la Restauration, il est entouré d'un jardin.
- Statue de la Vierge érigée à la suite de la guérison de la marquise de Montcalm née Pozzo di Borgo (1865-1917). Élevée dans le parc du château de Montcalm, elle est placée dans une grotte factice imitant la grotte de Lourdes.

### Patrimoine environnemental
- La commune est située sur l'itinéraire du Chemin de Saint-Guilhem-le-Désert reliant deux chemins de Compostelle, en l'occurrence le chemin du Puy et celui d'Arles.
- Le pont de mousse : concrétions calcaires creusées par l'érosion et formant une arche.

### Personnalités liées à la commune
- Claude de Vabres-Beaufort (1535-1604). Seigneur d'Avèze, il introduit la Réforme dans son village. Il participe aux guerres de religion.
- La famille de Mazade d'Avèze.
- Louis-Hippolyte de Montcalm (1775-1857).
- Laurent Cabanis : poète occitan qui hébergea l'abbé Guillaume-Thomas Raynal, auteur de l'Histoire des Deux Indes lorsqu'il était recherché pour ses écrits[39].
- Édouard de Cazalet (1913-2009). Banquier, président-directeur général de la Société Marseillaise de Crédit. Maire d'Avèze de 1958 à 1978, il réalise de nombreux travaux.
- La famille Teissier.
- Robert de Joly (1887-1968). Pionnier de la spéléologie.